# Ellen Perez
Ellen Perez (n. 10 octombrie 1995, City of Shellharbour⁠(d), Noul Wales de Sud, Australia) este o jucătoare de tenis din Australia.